# Rochów
Rochów – wieś w Polsce położona w województwie łódzkim, w powiecie łęczyckim, w gminie Grabów.
W latach 1975–1998 miejscowość należała administracyjnie do województwa konińskiego.

## Zabytki
We wsi znajduje się nieczynny cmentarz ewangelicki, na którym zachowało się kilka zabytkowych nagrobków z inskrypcjami w językach polskim i niemieckim.